# Bip bip (chanson)
« Bip-bip » redirige ici. Pour le personnage de la série de cartoons américains « Bip Bip et Coyote », voir Bip Bip.
Bip bip est une chanson de Joe Dassin, parue en EP à la fin de 1965 ou au début de 1966.
C'est une adaptation française, par Frank Thomas et Jean-Michel Rivat, de la chanson Road Hog co-écrite et publiée en 1962 en single par l'auteur-compositeur américain John D. Loudermilk. L'enregistrement de John D. Loudermilk a été produit par Chet Atkins.

## Développement et composition
La chanson originale a été écrite par John D. Loudermilk et Gwen Loudermilk. Elle était adaptée en français par Franck Thomas et Jean-Michel Rivat.  L'enregistrement de John D. Loudermilk a été produit par Chet Atkins, l'enregistrement de Joe Dassin par Jacques Plait.

## Liste des pistes

### Road Hogpar John D. Loudermilk
Single 7" 45 tours — 1962, RCA Victor 47-8101
1. Road Hog (2:18)
2. Angela Jones (2:35)[2]

### Bip bippar Joe Dassin
EP 7" 45 tours Bip bip — 1965 ou 1966, CBS EP 6204, France
A1. Bip bip (O Calhambeque) (2:14)
A2. Guantanamera (2:49)
B1. Je n'ai que mes mains (Poor Man's Son) (2:33)  [reprise de ]
B2. Pas sentimental (Not The Lovin' Kind) (1:55),
EP 7" 45 tours Bip bip / Ça m'avance à quoi ? / Comme la lune / Combien de temps pour t'oublier ? — 1967, CBS EP 6297, Espagne
A1. Bip bip (Road Hog) (2:15)
A2. Ça m'avance à quoi ? (You Were On My Mind) (2:30)
B1. Comme la lune (Four Kinds Of Lonely) (3:30)
B2. Combien de temps pour t'oublier ? (Can't Help But Wonder Where I'm Bound) (2:15)

## Classements
Bip bip / Guantanamera,
| Classement (1966)                       | Meilleure position |
| --------------------------------------- | ------------------ |
| Belgique (Wallonie Ultratop 50 Singles) | 39                 |